# اچ‌ام‌اس فاکس (۱۷۷۳)
اچ‌ام‌اس فاکس (۱۷۷۳) (به انگلیسی: HMS Fox (1773)) یک کشتی بود که طول آن ۱۲۰ فوت ۶ اینچ (۳۶٫۷۳ متر) بود. این کشتی در سال ۱۷۷۳ ساخته شد.